# Luke Egan
Luke Egan fut un surfeur professionnel australien né le 24 janvier 1970, actuellement directeur d'épreuves de surf en Australie comme le Championnat du monde de surf Junior 2009.

## Carrière
1986-2004

## Palmarès
- Pro junior champion narrabeen AUSTRALIE 1988
- QUIKSILVER Indonésia Pro Champion1997
- QUIKSILVER Fidji Pro Champion 2000
- Boost Mobile Pro TRESTLES California Champion 2002
- Billabong Mundaka Pro Champion 2004

### Titres
- vice-champion du monde ASP 2000
- 3em ASP 2002
- 4em ASP 1996
- 4em ASP 2004